# Вечное возвращение (фильм, 1943)
«Ве́чное возвраще́ние» (фр. L'Eternel retour)  — чёрно-белый кинофильм, поставленный в 1943 году режиссёром Жаном Деланнуа по сценарию Жана Кокто с Жаном Маре в главной роли.

## Сюжет
Фильм начинается цитатой из концепции Фридриха Ницше о вечном возвращении. Сценарий фильма Жана Кокто представляет собой вариацию на тему романтической трагедии о Тристане и Изольде.  Действие фильма перенесено в современное для создателей картины время — первую половину XX века — в неизвестную европейскую страну.  В уединённом мрачном замке живёт богатый вдовец средних лет Марк. В замке также живёт семья сестры покойной жены Марка: Гертруда с мужем и их единственный сын Ахилл — уродливый и злобный карлик в возрасте 24-х лет. Однажды в гости к Марку приезжает племянник — молодой,  жизнерадостный и симпатичный Патрис. Юноша предлагает дяде жениться вторично и отправляется на поиски невесты. В ближайшей деревушке Патрис спасает от пьяных хулиганов красивую девушку Натали. Девушка мечтает  вырваться из среды, в которой живёт, и соглашается на замужество с незнакомым человеком. Карлик Ахилл шпионит за всеми обитателями замка, подстраивая козни. Патрис и Натали влюбляются друг в друга,  Марк чувствует себя обманутым и преданным. Череда событий приводит влюблённых к страданиям и разлуке, а в финале фильма  — к смерти.

## В ролях
- Жан Маре — Патрис
- Мадлен Солонь — Натали (блондинка)
- Жан Мюра — Марк
- Ивонн де Брэ — Гертруда
- Жан д’Ид — муж Гертруды
- Пьер Пьераль — Ахилл, сын Гертруды
- Жюни Астор — Натали (брюнетка)
- Ролан Тутен — Лионель
- Жанна Маркен — Анна
- Александр Риньо — Морхольт
- Робер Сидонак (в титрах не указан)
- Сандра Вентурини (в титрах не указана)
- в фильме также принимала участие собака Жана Маре, Мулук

## Съёмочная группа
- Режиссёр: Жан Деланнуа
- Продюсер: Андре Польве
- Сценарист: Жан Кокто
- Оператор: Роже Юбер
- Композитор: Жорж Орик

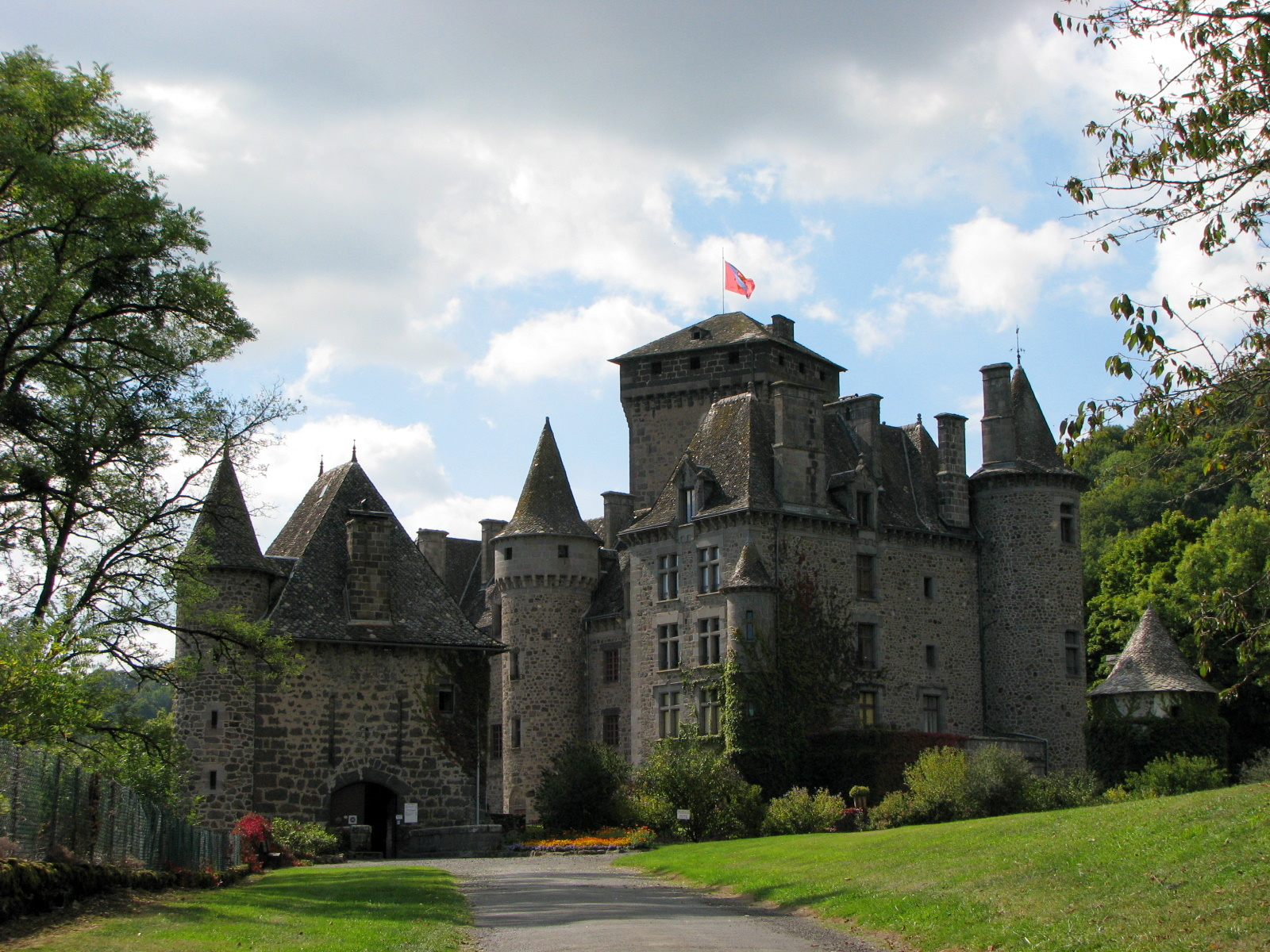
Замок Пестей, где происходили съемки фильма

- Художник-постановщик: Жорж Вакевич
- Художник по костюмам: Юрий Анненков
- Монтажёр: Сюзанна Фовель

## Съёмки
Фильм был сделан на Victorine Studios в Ницце с декорациями, разработанными художественным директором Жоржем Вакевичем и костюмами от Юрия Анненкова специально изготовленными для фильма. Основные съемки происходили в замке Пестей в Польминьяке. Премьера картины состоялась в Виши, и она стала одним из величайших коммерческих хитов Франции периода оккупации.

## Издание на видео
- Премьера фильма состоялась 13 октября 1943 года.
- Во Франции неоднократно выпускался на DVD.